# Kungens Kurva

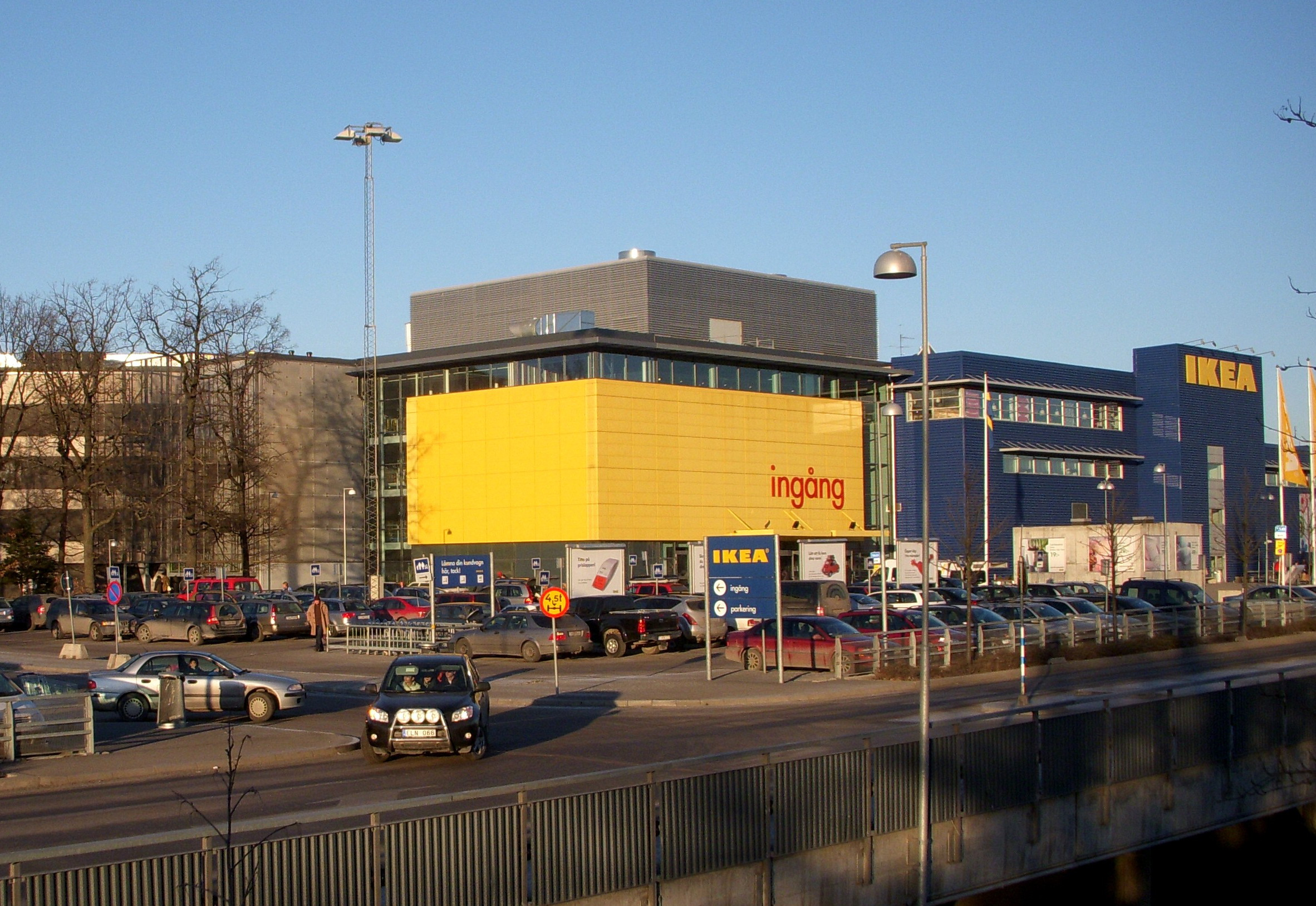
Kungens Kurva in 2009.

Kungens Kurva ("De Koningsbocht") is een wijk met een groot gelijknamig winkelcentrum in de gemeente Huddinge, nabij Stockholm. Het ligt naast de snelweg E4.
Er bevinden zich onder andere verschillende supermarkten, meubelzaken, kledingzaken, elektronicazaken en de grootste IKEA-winkel ter wereld met een vloeroppervlak van 55.200 m². Ook bevindt zich er het grootste bioscoopcomplex van Zweden, Heron City, dat jaarlijks zo'n 15 miljoen bezoekers trekt.

## Geschiedenis

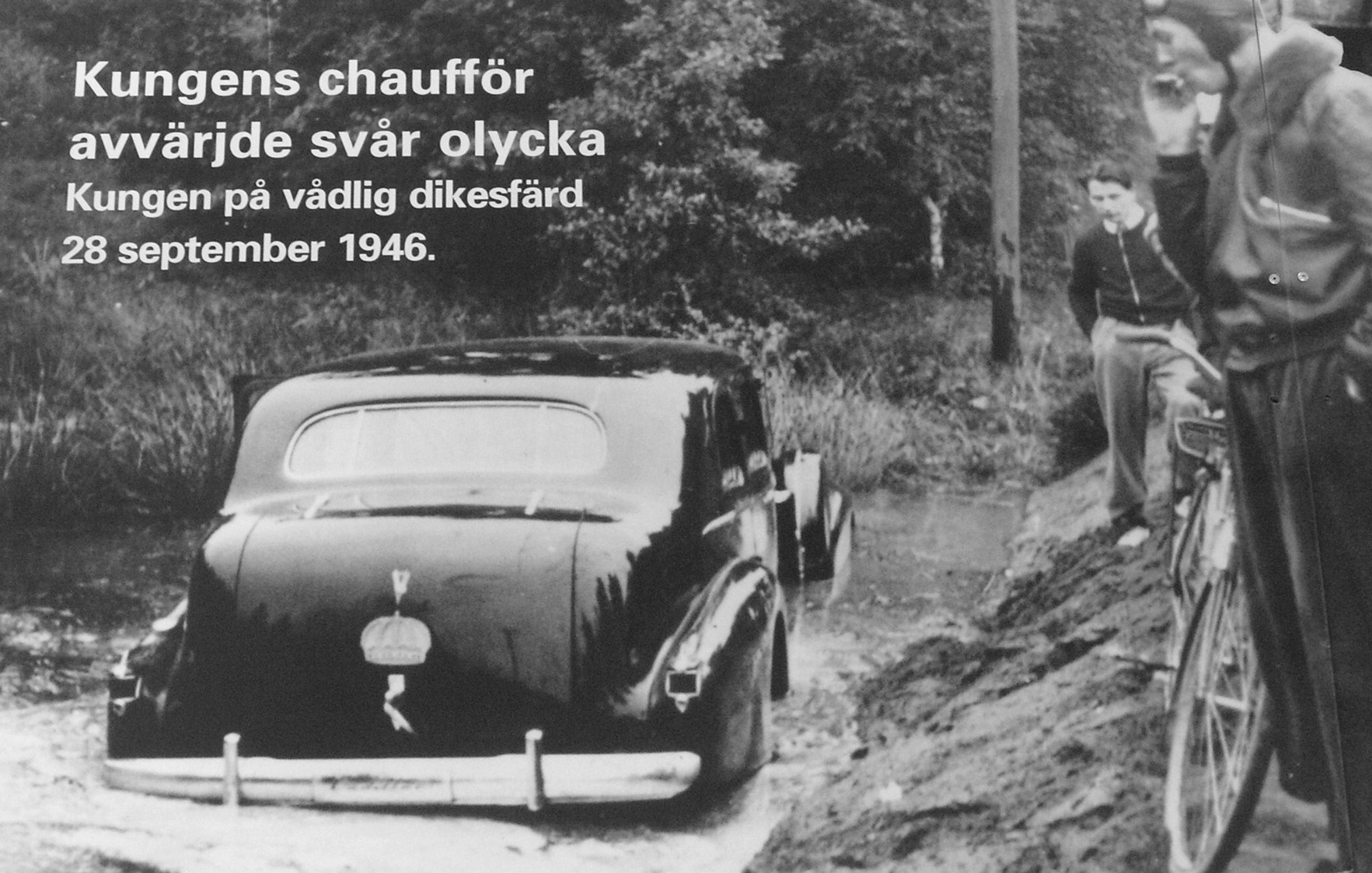
Foto van het ongeluk waarbij de auto van koning Gustaaf V van Zweden uit de bocht vloog.

De naam van het gebied refereert aan een ongeval in 1946 waarbij de Cadillac van koning Gustaaf V van Zweden uit de bocht vloog en in een sloot belandde. De koning was op jacht geweest en had naar verluidt zijn chauffeur aangemaand om snel te rijden. De pers was snel ter plaatse en gaf ruchtbaarheid aan het voorval. De naam Kungens Kurva werd eerst aan een vlakbijgelegen, pas geopend pompstation gegeven. Later werd het de officiële naam van het hele gebied.